# Анодний захист
Ано́дний за́хист (англ. anode protection; нім. Anodenschutz) — електрохімічний захист металу, здатного пасивуватися анодною поляризацією, здійснюваною з допомогою зовнішнього джерела електричного струму або з'єднанням з катодним протектором.
Реалізується приєднання апаратури, яка виготовлена із нержавіючих і вуглецевих сталей, титану, цирконію тощо й працює в сильно агресивних середовищах, до позитивного полюса зовнішнього джерела постійного струму або до металу з більш позитивним потенціалом (катодний протектор), що дає змогу перетворити апаратуру в анод і тим самим захистити її від корозійного руйнування. Матеріалом катода, окрім платини, використовують хромонікелеві сталі (для кислот), кременистий чавун (для розчинів неорганічних солей, сірчаної кислоти), нікель (для лужних середовищ), а як катодний протектор — вуглеграфіт, діоксид марганцю, магнетит, діоксид свинцю.